# Eugene O'Neill
Eugene Gladstone O'Neill (Nueva York, 16 de octubre de 1888-Boston, 27 de noviembre de 1953) fue un dramaturgo estadounidense. Premio Nobel de Literatura y cuatro veces (1920,1922,1928,1957, una de ellas de modo póstumo) ganador del Premio Pulitzer.
Más que cualquier otro dramaturgo, O'Neill introdujo un realismo dramático que ya habían iniciado Antón Chéjov, Henrik Ibsen y August Strindberg en el teatro estadounidense. En general, sus obras cuentan con personajes que viven en los márgenes de la sociedad y que luchan por mantener sus esperanzas y aspiraciones, aunque suelen acabar desilusionados y cayendo en la desesperación. Explora las partes más sórdidas de la condición humana.

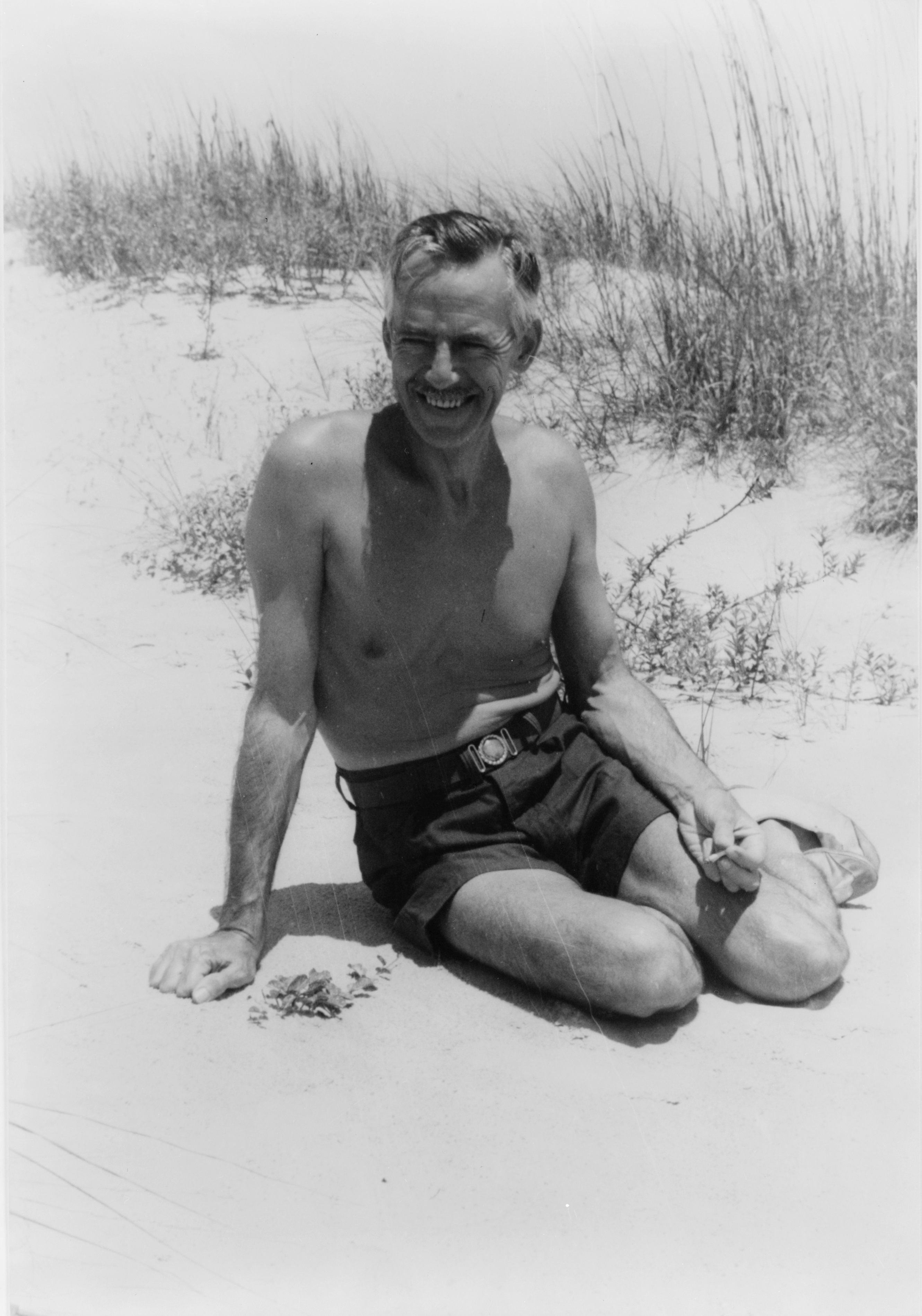
En las Sea Islands, en 1936.

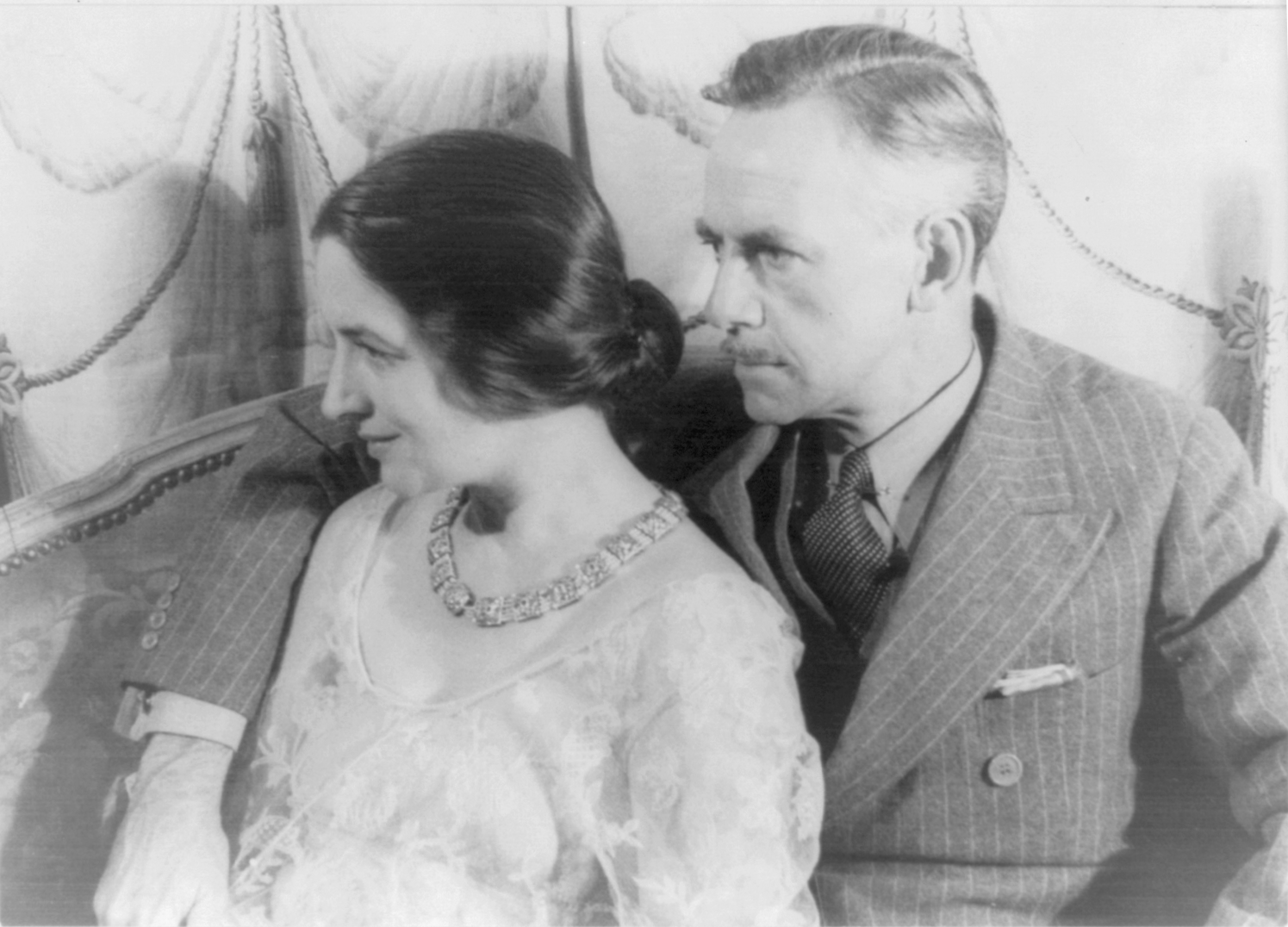
Con su tercera mujer, Carlotta Monterey, en 1933.

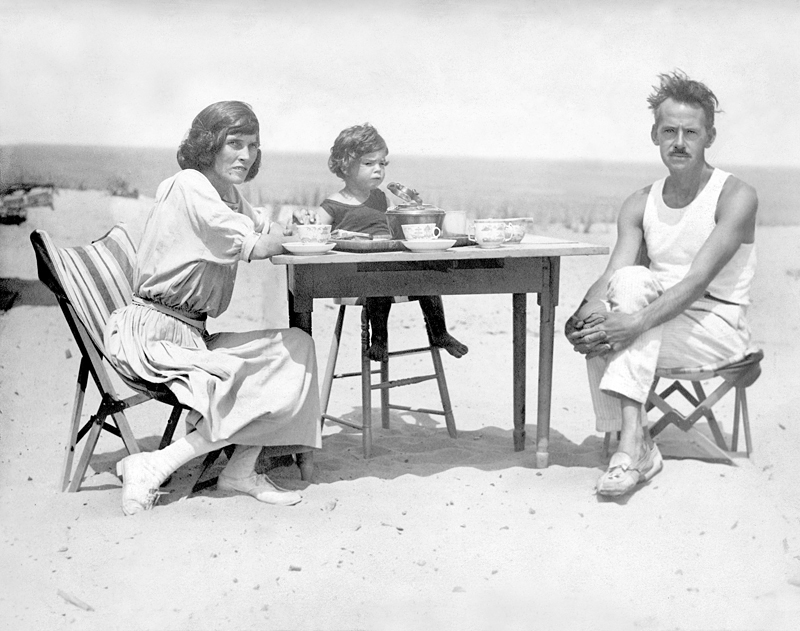
Con su segunda mujer, Agnes Boulton, y su hijo Shane O'Neill en Cabo Cod en 1922.

## Biografía

### Infancia y vocación dramática
Su padre, James O'Neill, era un actor de teatro de origen irlandés que había crecido en medio de la pobreza más absoluta. Su madre, Ella Quinlan O'Neill, era la hija delicada, emocionalmente frágil, de un padre rico que había muerto cuando ella contaba solo con diecisiete años. La señora O'Neill nunca superó la muerte por sarampión a los dos años de su segundo hijo, Edmund, y se hizo adicta a la morfina tras el difícil nacimiento de Eugene O'Neill.
A pesar de que Eugene O'Neill nació en la habitación de un hotel de Broadway, en Nueva York, su infancia está íntimamente unida a New London en Connecticut. Su familia contaba con una propiedad en esa ciudad desde antes de que él naciera y antes de ir a vivir allí de modo definitivo era su residencia de verano. Debido a la profesión de su padre, pasó sus primeros años entre bastidores en los teatros y en los trenes en los que la familia se desplazaba de un lugar a otro. A los siete años, O'Neill fue enviado a un internado católico en el que encontró como único consuelo la lectura.
Tras suspender en la Universidad de Princeton, tuvo bastantes empleos precarios. Tuvo un empleo en una oficina de venta por correo, en la compañía de teatro de su padre, se trasladó a Honduras a buscar oro, pasó varios años como marinero, vivió en Buenos Aires y durante ese tiempo sufrió una depresión que lo empujó al alcoholismo. Sus padres, así como su hermano mayor Jamie (que bebió hasta morir a los cuarenta y cinco años), murieron en el plazo de tres años. Como forma de evasión, O'Neill se dedicó a escribir.

### Carrera artística
A la vez que se unía a una compañía de teatro de aficionados, los Provincetown Players, que llegó a representar alguna de sus primeras obras, O'Neill también obtuvo un empleo en el New London Telegraph de Connecticut, y escribió sus primeras siete u ocho obras. Decidió dedicarse a la escritura de obras de teatro a tiempo completo tras su experiencia en el Gaylord Farms Sanatorium, a donde había acudido tras contraer tuberculosis. Durante los años diez, O'Neill fue un habitual en la escena literaria de Greenwich Village, en donde se reunió con muchos amigos radicales, el más famoso de los cuales es John Reed, fundador del Partido Comunista de los Estados Unidos. O'Neill también mantuvo durante esa época un romance con la esposa de Reed, la escritora Louise Bryant. O'Neill fue interpretado por Jack Nicholson en la película de 1981 Reds, de Warren Beatty, sobre la vida de John Reed, en donde representa el anticomunismo y la sobriedad.
En 1914, año en que publicó Sed y otras obras en un acto, estudió dramática en Harvard.
En 1929 O'Neill se trasladó al Valle del Loira y pasó vivir en el castillo de Plessis, en Saint-Antoine-du-Rocher, Indre-et-Loire. En 1937 se trasladó a Danville, en California, en donde vivió hasta 1944. Su casa, conocida como «Tao House», es hoy un museo, el Eugene O'Neill National Historic Site.
La primera representación de una obra de O'Neill, Más allá del horizonte, en Broadway en 1920, fue un éxito absoluto y le valió a O'Neill obtener el Premio Pulitzer. Sus obras más conocidas son Deseo bajo los olmos, Extraño interludio, con la que ganó el Pulitzer por tercera vez, A Electra le sienta bien el luto, en donde se nota la influencia del drama griego. El gran dios Brown, en donde un poeta y un racionalista se enfrentan, y su única comedia, Tierras vírgenes, una melancólica reescritura de la infancia que habría deseado tener. En 1936 obtuvo el Premio Nobel de Literatura. Tras una pausa de casi una década, O'Neill escribió la obra Llega el hombre de hielo, en 1946. El año siguiente, Una luna para el bastardo es un fracaso; solo será vista como su mejor obra diez años más tarde.

### Relaciones familiares
O'Neill estuvo casado entre octubre de 1909 y 1912 con Kathleen Jenkins, con la que tuvo a su primer hijo, Eugene O'Neill Jr., en 1910. Pero a fin de escapar de su matrimonio y de su inminente paternidad, O'Neill se marchó a buscar oro en Honduras, donde no encontró oro pero contrajo malaria. Eugene Jr. tenía al menos 11 años cuando vio a su padre por primera vez.
En abril de 1918 O'Neill se casó en Provincetown, Massachusets, con la escritora Agnes Boulton a la que había conocido seis meses antes. Allí nació su hijo Shane O'Neill en 1919, y en 1924 se trasladaron a las Bermudas donde nació su hija Oona O'Neill en 1925. O'Neill dejó a Boulton en 1928 cuando inició una relación con la actriz Carlotta Monterey, que había protagonizado su obra El mono peludo en 1922 en Nueva York. Boulton y O'Neill se divorciaron en 1929.
Carlotta Monterey fue la tercera esposa de O'Neill. A pesar de que durante los primeros años de matrimonio organizó su vida permitiendo que se consagrara a la literatura, se intoxicó más adelante con bromuro de potasio y las relaciones se deterioraron, lo que ocasionó un cierto número de separaciones. Sobre su esposa, O'Neill se quejaba de que no sabía cocinar, y aseguraba que lo único que esta sabía hacer era pan de maíz con chile (chili with cornbread).
En 1943 O'Neill desautorizó a su hija Oona, fruto de su segundo matrimonio con Agnes Boulton, por haberse casado el 16 de junio de 1943 con el cineasta Charles Chaplin cuando ella solo contaba 17 años y él tenía 54. Nunca la volvió a ver. A pesar de la diferencia de edad, tuvieron ocho hijos, entre ellos la conocida actriz Geraldine Chaplin.
También se tensaron las relaciones con sus hijos Eugene O'Neill Jr., un especialista en Letras Clásicas de Yale, alcohólico, que se suicidó en 1950 a los cuarenta años, y Shane O'Neill, adicto a la heroína, quien también se suicidó en 1977.

### Sus últimos años de vida
Tras haber padecido numerosos problemas de salud (entre ellos el alcoholismo) durante muchos años, O'Neill padeció también en sus últimos años la enfermedad de Parkinson, lo que le ocasionaba temblores en las manos que le impidieron escribir en sus diez últimos años de vida. Trató de dictar, pero le resultaba imposible escribir de ese modo.
O'Neill murió en un estado avanzado de la enfermedad de Parkinson en la habitación 401 del hotel Sheraton, de Boston, el 27 de noviembre de 1953, a los 65 años. El edificio ahora se ha transformado en un dormitorio del Shelton Hall de la Universidad de Boston. Fue enterrado en el Forest Hills Cemetery en Jamaica Plain, Massachusetts.
A pesar de que sus instrucciones escritas estipulaban que sus obras no debían publicarse hasta veinticinco años después de su muerte, en 1956 Carlotta ordenó su obra maestra autobiográfica, Largo viaje hacia la noche, sobre un día de la vida de una familia problemática, para que se publicara, lo que ocasionó la inmediata aclamación de la crítica y que hoy se considere su obra más completa. Otras obras publicadas póstumamente fueron Un toque de poeta (1958) y Más mansiones majestuosas en 1967. Con parte del dinero generado por estas obras, y siguiendo disposiciones testamentarias del propio O'Neill, quien deseaba mostrar su agradecimiento al país que le había concedido el Premio Nobel, se instituyó el Premio O’Neill, que es otorgado cada año por el Teatro Real Dramático (conocido como Dramaten) de Suecia.

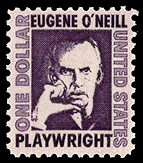

## Galardones
- 1920: Premio Pulitzer por Más allá del horizonte
- 1922: Premio Pulitzer por Anna Christie
- 1928: Premio Pulitzer por Extraño interludio
- 1936: Premio Nobel de Literatura
- 1957: Premio Pulitzer por Largo viaje hacia la noche.

| Predecesor: Desierto | Premio Nobel de Literatura 1936 | Sucesor: Roger Martin du Gard |

## Obras
- Antes del desayuno (Before Breakfast), 1916
- Sed y otras obras en un acto, 1914
- Rumbo al Este hacia Cardiff (Bound East for Cardiff), 1916
- Aceite (obra en un acto) (Ile), 1917
- Luna de los caribes, 1918
- El emperador Jones (The Emperor Jones), 1920
- Más allá del horizonte (Beyond the Horizon), 1920
- Anna Christie, 1921
- El mono peludo (The Hairy Ape), 1922
- Distinto, 1922
- The Fountain, 1923
- Todos los hijos de Dios tienen alas, 1924
- Deseo bajo los olmos (Desire Under the Elms), 1924
- Lázaro reía (Lazarus Laughed), 1926
- El gran dios Brown (The Great God Brown), 1926
- Extraño interludio (Strange Interlude), 1927
- Marco Millions, 1928
- Dinamo (Dynamo), 1929
- A Electra le sienta bien el luto (Mourning Becomes Electra), 1931
- Tierras vírgenes (Ah, Wilderness!), 1932
- Días sin fin (Days Without End), 1934
- Llega el hombre de hielo (The Iceman Cometh), escrita en 1939, estreno en 1946
- Largo viaje hacia la noche (Long Day's Journey Into Night), escrita en 1941, estreno en 1956
- Una luna para el bastardo (A Moon for the Misbegotten), 1943
- Tal día como hoy (A Touch of the Poet), escrita en 1942, estreno en 1958
- Más mansiones majestuosas (More Stately Mansions), segundo borrador encontrado entre los papeles de O'Neill, estreno en 1967
- The Calms of Capricorn, publicado en 1983

## Información suplementaria
- Black, Stephen A., Eugene O'Neill: Beyond Mourning and Tragedy, Yale University press, ISBN 0-300-09399-3, 2002.
- El Connecticut College conserva archivos acerca de O'Neill.
- En Costa Rica, en el Centro Cultural Costarricense Norteamericano, existe un teatro con su nombre.